# Сулавесский тёмный голубь
Сулавесский тёмный голубь (лат. Cryptophaps poecilorrhoa)  — вид птиц семейства голубиные. Образуют монотипический род сулавесские тёмные голуби (Cryptophaps  Salvadori, 1893).
Длина тела достигает 47 сантиметров. Половой диморфизм отсутствует. Оперение головы и шеи серое. Передняя часть головы несколько светлее вплоть до бледно-серого цвета. Низ груди бледно-серый. Верх груди тёмно-серый. Брюхо коричневатое. Спина, надхвостье и крылья тёмно-оливково-зелёные. Хвост тёмный и имеет на конце узкую полосу, варьирующую по цвету от бледно-жёлтого до желтовато-белого.
Обитает на острове Сулавеси в Индонезии. Естественная среда обитания этого вида субтропические или тропические влажные горные леса. 
Этот вид обычно держится поодиночке в верхнем ярусе деревьев. Он редко издаёт звуки и вместе с неброским оперением его трудно обнаружить. Было зафиксировано питание только семенами пальм. О биологии размножения ничего не известно.